# Nicolas Nabokov
Nicolas Nabokov, właśc. Nikołaj Dmitrijewicz Nabokow, ros. Никола́й Дми́триевич Набо́ков (ur. 17 kwietnia 1903 w Lubczu, zm. 6 kwietnia 1978 w Nowym Jorku) – amerykański kompozytor pochodzenia rosyjskiego.

## Życiorys
Był kuzynem pisarza Vladimira Nabokova. W latach 1913–1920 był uczniem Władimira Riebikowa w Jałcie i Petersburgu. Od 1920 do 1922 roku kształcił się w konserwatorium w Stuttgarcie, następnie od 1922 do 1923 roku był studentem Paula Juona i Ferruccio Busoniego w Hochschule für Musik w Berlinie. W latach 1923–1926 studiował literaturę na Uniwersytecie Paryskim. W Paryżu poznał Siergieja Diagilewa, który na potrzeby Ballets Russes zamówił u niego pierwsze większe dzieło, balet-oratorium Ode: Méditation sur la majesté de Dieu (1927). W 1933 roku wyjechał do Stanów Zjednoczonych, w 1939 roku przyznano mu amerykańskie obywatelstwo. Wykładał w Wells College w Aurorze (1936–1941), St. John’s College w Annapolis (1941–1944) i Peabody Institute w Baltimore (1947–1952). Od 1946 do 1948 roku był redaktorem naczelnym rosyjskiej sekcji Głosu Ameryki.
Po II wojnie światowej z ramienia rządu amerykańskiego pełnił różne funkcje w Europie. W latach 1951–1961 był sekretarzem generalnym Congress of Cultural Freedom, zorganizował festiwale muzyki współczesnej w Paryżu (1952), Rzymie (1954) i Tokio (1961), od 1963 do 1966 roku był dyrektorem artystycznym Berliner Festwochen i doradcą kanclerza Willy’ego Brandta. Od 1970 roku członek National Institute of Arts and Letters. W latach 1970–1973 był kompozytorem-rezydentem Institute for Humanistic Studies w Aspen.

## Twórczość
W swojej twórczości kompozytorskiej operował tonalnym językiem dźwiękowym, nawiązując do muzyki Igora Strawinskiego. Pomimo opuszczenia Rosji w młodym wieku pozostał silnie związany z kulturą rodzinnego kraju, w utworach nawiązujących do tematyki rosyjskiej wprowadzał elementy folkloru muzycznego.
Opublikował monografię Igor Stravinsky (Berlin 1964) oraz autobiograficzne książki Old Friends and New Music (Boston 1951) i Bagazh: Memoirs of a Russian Cosmopolitan (Nowy Jork 1975).

## Wybrane kompozycje
(na podstawie materiałów źródłowych)

### Utwory orkiestrowe
- 3 symfonie (I Symphonie lyrique 1929, II Sinfonia biblica 1940, III A Prayer 1964)
- uwertura Le fiancé (1934)
- Koncert fortepianowy (1932)
- Koncert fletowy (1942)
- Koncert wiolonczelowy Les Hommages (1952)
- Concerto corale na flet, fortepian i orkiestrę smyczkową (1954)
- Symphonic Variations (1967)
- Wariacje na temat Czajkowskiego na wiolonczelę i orkiestrę (1968)

### Utwory kameralne
- Serenata estiva na kwartet smyczkowy (1937)
- Sonata na fagot i fortepian (1941)
- Canzone, Introduzione, e Allegro na skrzypce i fortepian (1950)

### Utwory fortepianowe
- 2 sonaty (1926, 1940)
- 3 dances (1929)

### Utwory wokalno-instrumentalne
- oratorium Job na 5 solowych głosów męskich, chór męski i orkiestrę (1932)
- Collectionneur d’échos na sopran, bas, chór, 9 instrumentów i perkusję (1933)
- kantata America was Promises na alt, baryton i chór męski (1940)
- The Return of Pushkin na sopran, tenora i orkiestrę (1945)
- La vita nuova na sopran, tenora i orkiestrę (1953)
- Symboli chrestiani na baryton i orkiestrę (1956)
- Quatre poèmes de Boris Pasternak na baryton i orkiestrę (1959)

### Opery
- The Holy Devil (1954–1958, wyst. Louisville 1958; wersja zrewid. pt. Der Tod des Grigorij Rasputin wyst. Kolonia 1959)
- Love’s Labour’s Lost (1970–1973, wyst. Bruksela 1973)

### Balety
- balet-oratorium Ode: Méditation sur la majesté de Dieu na 2 głosy solowe, chór i orkiestrę (1927, wyst. Paryż 1928)
- La vie de Polichinelle (wyst. Paryż 1934)
- Union Pacific (wyst. Filadelfia 1934)
- The Last Flower (1941, wyst. Berlin 1962)
- Don Quixote (1966)
- The Wanderer (1966)